# Eneida (Presidente Prudente)
Eneida é um distrito do município brasileiro de Presidente Prudente, no interior do estado de São Paulo.

## História

### Origem
O povoado de Santa Helena, que deu origem ao distrito, foi fundado em 1937 nas terras da antiga Fazenda Montalvão, no município de Presidente Prudente.

### Formação administrativa
- Distrito criado pelo Decreto-Lei n° 14.334 de 30/11/1944, com o povoado de Santa Helena mais terras desmembradas dos distritos de Alfredo Marcondes e Montalvão[3].

## Geografia

### Demografia

#### População urbana
| Crescimento população urbana | Crescimento população urbana | Crescimento população urbana | Crescimento população urbana |
| Censo                        | Pop.                         |                              | %±                           |
| ---------------------------- | ---------------------------- | ---------------------------- | ---------------------------- |
| 1950                         | 491                          |                              | —                            |
| 1960                         | 211                          |                              | −57,0%                       |
| 1970                         | 291                          |                              | 37,9%                        |
| 1980                         | 270                          |                              | −7,2%                        |
| 1991                         | 452                          |                              | 67,4%                        |
| 2000                         | 460                          |                              | 1,8%                         |
| 2010                         | 601                          |                              | 30,7%                        |
| Fonte: IBGE e Fundação SEADE |                              |                              |                              |

#### População total
Pelo Censo 2010 (IBGE) a população total do distrito era de 675 habitantes.

### Área territorial
A área territorial do distrito é de 48,791 km².

### Bairros
- Eneida (sede)[6]
- Conj. Habitacional Maria Mendes

### Rodovias
O distrito localiza-se à 30 km de Presidente Prudente pela estrada vicinal Raimundo Maiolini.

## Serviços públicos

### Registro civil
Atualmente é feito no próprio distrito, pois o Cartório de Registro Civil das Pessoas Naturais ainda continua ativo.

### Saneamento
O serviço de abastecimento de água é feito pela Companhia de Saneamento Básico do Estado de São Paulo (SABESP).

### Energia
A responsável pelo abastecimento de energia elétrica é a Energisa Sul-Sudeste, antiga Caiuá (distribuidora do grupo Rede Energia).

### Telecomunicações
O distrito era atendido pela Telecomunicações de São Paulo (TELESP), que inaugurou a central telefônica utilizada até os dias atuais. Em 1998 esta empresa foi vendida para a Telefônica, que em 2012 adotou a marca Vivo para suas operações.

## Religião
O Cristianismo se faz presente no distrito da seguinte forma:

### Igreja Católica
- A igreja faz parte da Diocese de Presidente Prudente[16].

### Igrejas Evangélicas
- Assembleia de Deus - O distrito possui uma congregação da Assembleia de Deus Ministério do Belém, vinculada ao Campo de Presidente Prudente[17][18]. Por essa igreja, através de um início simples, mas sob a benção de Deus, a mensagem pentecostal chegou ao Brasil. Esta mensagem originada nos céus alcançou milhares de pessoas em todo o país, fazendo da Assembleia de Deus a maior igreja evangélica do Brasil[19].